# Teoderico III
Teoderico III (también Teodorico; en francés: Thierry III; 654-691) fue un rey franco de Neustria y Borgoña (673-691) y de Austrasia (679-691), hijo de Clodoveo II. Tras derrotar a sus rivales, unificó definitivamente las tierras de los francos bajo la autoridad de un solo rey; el reino unido lo legó a sus sucesores hasta la caída de la dinastía merovingia en el 752.

## Biografía
Sucedió a su hermano Clotario III en el trono de Neustria y Borgoña, y aunque lo apoyaba el mayordomo de palacio Ebroín, fue expulsado del trono por los partidarios de su hermano Childerico II en el 673, y encerrado en un convento. Una conjura organizada por los señores francos, que juzgaban a Childerico demasiado autoritario acabó con el asesinato del soberano en el bosque de Lognes, cerca de París, en el 675. Muerto Childerico, Teoderico abandonó el monasterio y se hizo con el trono de Neustria.
Sin embargo en Austrasia fue elegido Clodoveo III, supuesto hijo de Clotario III, que no obstante murió al cabo de un año. Entonces, Dagoberto II, hijo de Sigeberto III, había sido proclamado rey por los señores austrasios en el 676 y volvió, después del asesinato de Childerico, para hacer valer sus derechos. Pero, incapaz de contener la insubordinación de los grandes, fue asesinado a su vez en el 679, a la edad de veintisiete años, dejando el trono de Austrasia a Teoderico.
Pipino de Heristal, mayordomo de palacio de Austrasia, se levantó en armas contra él y terminó por expulsarlo, concentrando en sus manos los tres reinos de Austrasia, Neustria y Borgoña. Temiendo un enfrentamiento con los grandes señores francos, susceptibles y envidiosos de su poderío, permitió que, bajo su control, Teoderico ocupase el trono del rey de los Francos, pero reteniendo para sí Austrasia.
Teoderico III se casó con Clotilde Doda, hija de Bega de Cumberland con quien tuvo los siguientes hijos: 
- Clodoveo IV (680-695) que sustituyó a su padre a la muerte de este;
- Childeberto III (683-711) que sucedió a su hermano a su muerte en el 695.

| Predecesor: Clotario III Childerico II           | Rey de Neustria y Borgoña 673 675-679 | Sucesor: Childerico II él mismo como rey de los francos |
| Predecesor: Dagoberto II                         | Rey de Austrasia 679                  | Sucesor: él mismo como rey de los francos               |
| Predecesor: Vacante (el anterior, Childerico II) | Rey de los francos 679-691            | Sucesor: Clodoveo IV                                    |

- Datos: Q295175
- Multimedia: Theuderic III / Q295175